# Oroscopa hacupha
Oroscopa hacupha är en fjärilsart som beskrevs av William Schaus 1911. Oroscopa hacupha ingår i släktet Oroscopa och familjen nattflyn. Inga underarter finns listade i Catalogue of Life.